# Asplenium griseum
Asplenium griseum är en svartbräkenväxtart som beskrevs av Edwin Bingham Copeland. Asplenium griseum ingår i släktet Asplenium och familjen Aspleniaceae. Inga underarter finns listade.